# مايك هينتون
مايك هينتون (بالإنجليزية: Mike Hinton)‏ هو عازف قيثارة أمريكي، ولد في 4 مايو 1956، وتوفي في 1 أغسطس 2013.

## وصلات خارجية
- مايك هينتون على موقع IMDb (الإنجليزية)
- مايك هينتون على موقع ميوزك برينز (الإنجليزية)